# Vaguinho
Wagno de Freitas, detto Vaguinho (Sete Lagoas, 11 febbraio 1950), è un ex calciatore brasiliano, di ruolo attaccante.

## Caratteristiche tecniche
Giocava come attaccante, più precisamente come ala destra. Era veloce e abile tecnicamente, con una particolare propensione per il cross.

## Carriera

### Club
Cresciuto nel settore giovanile del Democrata, squadra della sua città natale, Vaguinho fece il suo debutto tra i professionisti con l'Atlético Mineiro l'11 febbraio 1968 (giorno del suo diciottesimo compleanno) contro il Bangu. Giocando per il club di Belo Horizonte ricordò per caratteristiche Lucas Miranda, che occupava il ruolo di ala destra in precedenza. Nella seconda metà del 1971 fu ceduto per 45.000 cruzeiros al Corinthians, ove presto si infortunò, rompendosi una gamba in seguito a uno scontro con Gérson del San Paolo. L'infortunio lo tenne fuori dai campi da gioco per quattro mesi, e tornò a giocare all'inizio del 1972; una volta conquistato il posto da titolare, lo mantenne per quasi dieci anni. Con il club, guidato in panchina da Oswaldo Brandão, pose fine al periodo senza titoli del Corinthians: nel 1977 partecipò, seppur da subentrato, alla finale contro la Ponte Preta, sostituendo a partita in corso Palhinha e andando a segno; nella partita di spareggio, si trovò nuovamente a essere decisivo, servendo a Basílio l'assist del gol della vittoria. Fu titolare anche nel Paulistão 1979, ancora una volta appannaggio del suo club, sebbene non arrivò a giocare le finali. Tornato all'Atlético Mineiro, vi giocò il campionato statale del 1981, vincendolo; si ritirò con la maglia della Ponte Preta.

### Nazionale
Debuttò in Nazionale il 19 dicembre 1968, nell'incontro del Mineirão contro la Jugoslavia, in cui la selezione brasiliana fu composta esclusivamente da giocatori dell'Atlético e guidata dal tecnico del club Yustrich. La formazione sudamericana vinse per 3-2, con Vaguinho che segnò un gol e fornì due assist. Tornò a far parte del giro della Nazionale il 15 giugno 1971, sostituendo Paulo César Caju nella partita contro la Cecoslovacchia; il 18 giugno contro la Jugoslavia giocò invece dall'inizio. Disputata e vinta la Copa Roca, non fu più convocato per partite ufficiali; l'ultimo incontro fu difatti un'amichevole contro la selezione del Resto del Mondo il 6 giugno 1976.

## Palmarès

### Club
- Campionato Mineiro: 2

Atlético-MG: 1970, 1981
- Campionato paulista: 2

Corinthians: 1977, 1979

### Nazionale
- Copa Roca: 1

1971

### Individuale
- Bola de Prata: 1

1970